# Zaire (moeda)
O Zaire (Francês: Zaïre), era a unidade monetária da República Democrática do Congo e depois da República do Zaire de 1967 até 1997. Haviam duas moedas distintas. Todos menos seis das 79 séries de notas emitidas têm a imagem de Mobutu Sese Seko.

## Zaire (1967–1993)
O Zaire (Francês: Zaïre), símbolo: "Z", ou às vezes "Ƶ", foi introduzido em 1967, substituindo o Franco congolês a uma taxa de câmbio de 1 zaire = 1000 francos. O zaire foi subdividido em 100 makuta (singular: likuta, símbolo: "K"), cada um dos 100 sengi (símbolo: "s"). No entanto, o sengi valeu muito pouco e a única moeda denominada sengi foi a moeda de 10 sengi emitida em 1967. Excepcionalmente para qualquer moeda, era prática comum escrever quantias em dinheiro com três zeros após a casa decimal, mesmo após a desvalorização da inflação. a moeda. A inflação acabou provocando a emissão de notas de até 5.000.000 de zaires, após o Novo zaire ter sido introduzido.

### Taxas de câmbio em zaires por dólar norte-americano
- 1967: 2 zaires
- 1985: 50 zaires
- 1986: 60 zaires
- 1987: 112 zaires
- 1988: 187 zaires
- 1989: 381 zaires
- 1990: 719 zaires
- 1991: 15,300 zaires
- Início de 1992: 114.291 zaires
- Dezembro de 1992: 1,990,000 zaires
- Março de 1993: 2.529.000 zaires
- Outubro de 1993: 8.000.000 de zaires
- Dezembro de 1993: 110.000.000 de zaires

### Moedas
Em 1967, as moedas foram introduzidas pelo Banco Nacional do Congo em denominações de 10 sengi, 1 likuta e 5 makuta, com as duas denominações mais baixas em alumínio e a mais alta em cupro-níquel. Em 1973, foram emitidas as primeiras moedas emitidas pelo Banco do Zaire, cupro-níquel 5, 10 e 20 makuta. Em 1987, uma nova cunhagem foi introduzida, consistindo de latão 1, 5 e com 10 zaires em 1988.